# Queen’s College (Oxford)

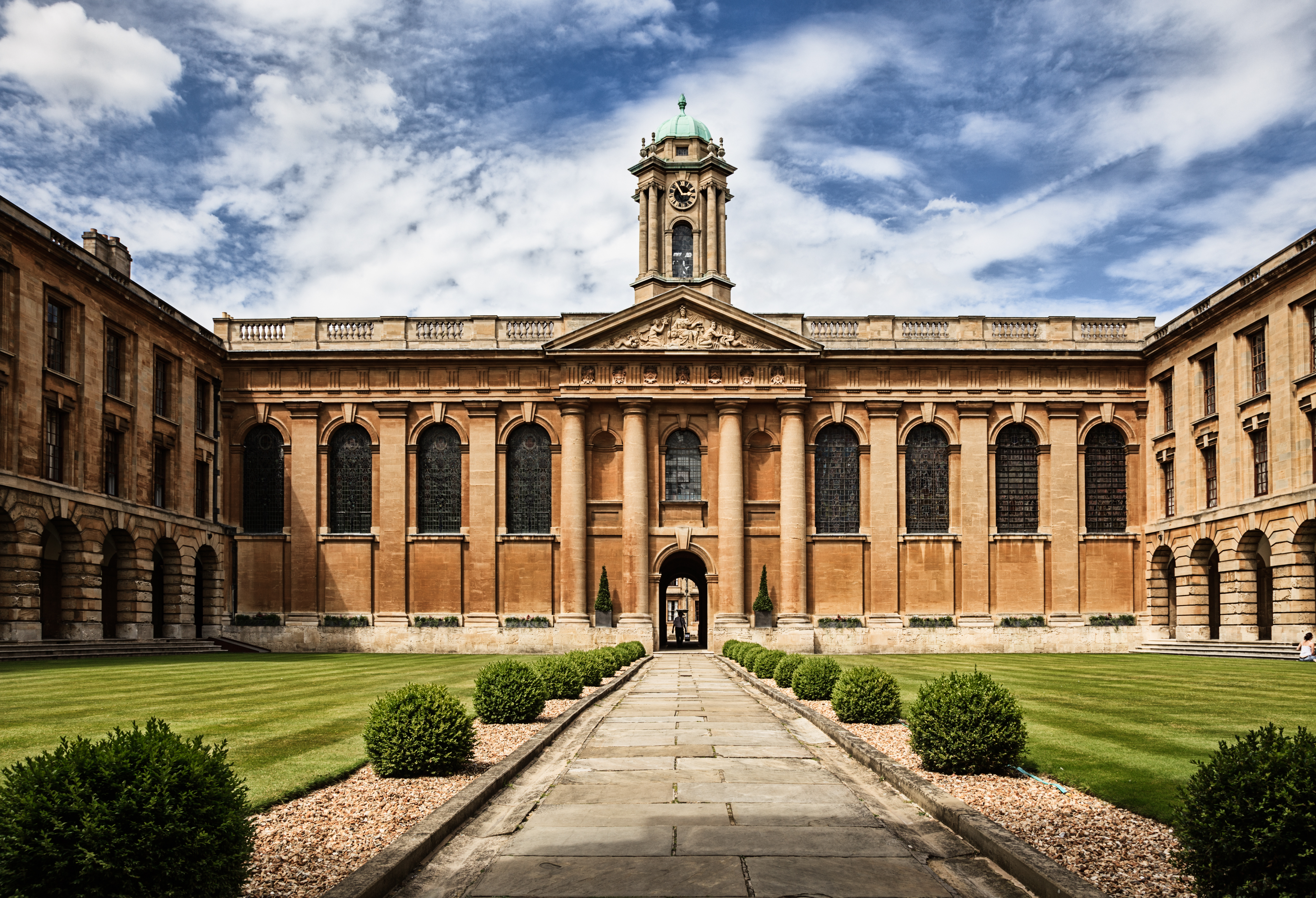
Innenhof des Queen’s College

Das Queen’s College (offiziell: The Queen’s College) ist eines der Colleges der Universität Oxford in Großbritannien. Es befindet sich auf der High Street gegenüber der Examination School und zählt zu den älteren Colleges. Derzeit besuchen es etwa 330 Studenten und 170 Postgraduates. Jedes Jahr werden etwa 130 Studienanfänger neu aufgenommen. Seit 1999 ist der Wirtschaftswissenschaftler Sir Alan Budd Provost des Colleges.

## Geschichte
Robert de Eglesfield gründete das College im Jahr 1341. Eglesfield war ein Priester im Haushalt von Königin Philippa von Hennegau, der Ehefrau Eduards III., und benannte das College zu Ehren der Königin. Das Wappen des Colleges (drei rote Adler auf weißem Feld) verweist auf den Namen des Gründers (Eglesfield = Adlerfeld). Später bildete sich die Tradition heraus, dass die Gattin des jeweils regierenden Königs die Schirmherrschaft über das College übernahm. Der Wahlspruch des Colleges lautet: Reginae erunt nutrices tuae („Königinnen werden deine Ammen sein“, (Jesaja 49,23 )).
Das College hat historisch eine enge Verbindung zum Norden Englands, woher der Gründer stammte. Im 15. und 16. Jahrhundert kamen die Studenten des Colleges fast ausschließlich aus dem Nordwesten des Landes, und auch später erhielten über lange Zeit zahlreiche Studenten von dort Stipendien für das Queen’s College. Daher war es im Mittelalter eines der wenigen Colleges, dessen Schüler zum großen Teil über Weihnachten in Oxford blieben. Aus diesem Grund ist es bis heute für seine Weihnachtsfeierlichkeiten berühmt.
Das eindrucksvolle Bibliotheksgebäude entstand 1693–1696. Zu Beginn des 18. Jahrhunderts wurden die mittelalterlichen Gebäude des Colleges komplett durch Neubauten im Barockstil ersetzt, Nicholas Hawksmoor entwarf die Fassade. 1719 wurde die für ihre Architektur und Akustik gerühmte Kapelle vollendet, die im Jahr 1965 eine Frobenius-Orgel erhielt.
Erst seit 1976 sind Frauen zum Studium am College zugelassen.
Mit einem geschätzten Vermögen von ca. 88 Millionen Pfund (ca. 130 Millionen Euro) (2003) gehört The Queen’s College zu den wohlhabenderen Colleges in Oxford.

## Leben im College
Das Queen’s College gilt als sportbegeistert. Die wichtigste Sportart ist Rudern. Der Ruderclub des Colleges wurde 1827 gegründet und ist damit einer der weltweit ältesten. Im Club sind Personen aus vielen englischen Regionen mit meist eigenen Booten vertreten. Die Blätter der Ruder sind mit entsprechenden Wappen gekennzeichnet.
Neben dem Studium und dem Rudersport spielt Musik eine große Rolle. The Queen’s College Chapel Choir, der gemischte Chor des Colleges, unternimmt jährlich zahlreiche Konzertreisen und veröffentlicht CDs.

## Berühmte Absolventen (Auswahl)

Bemerkenswerte Alumni des Queen's College sind:
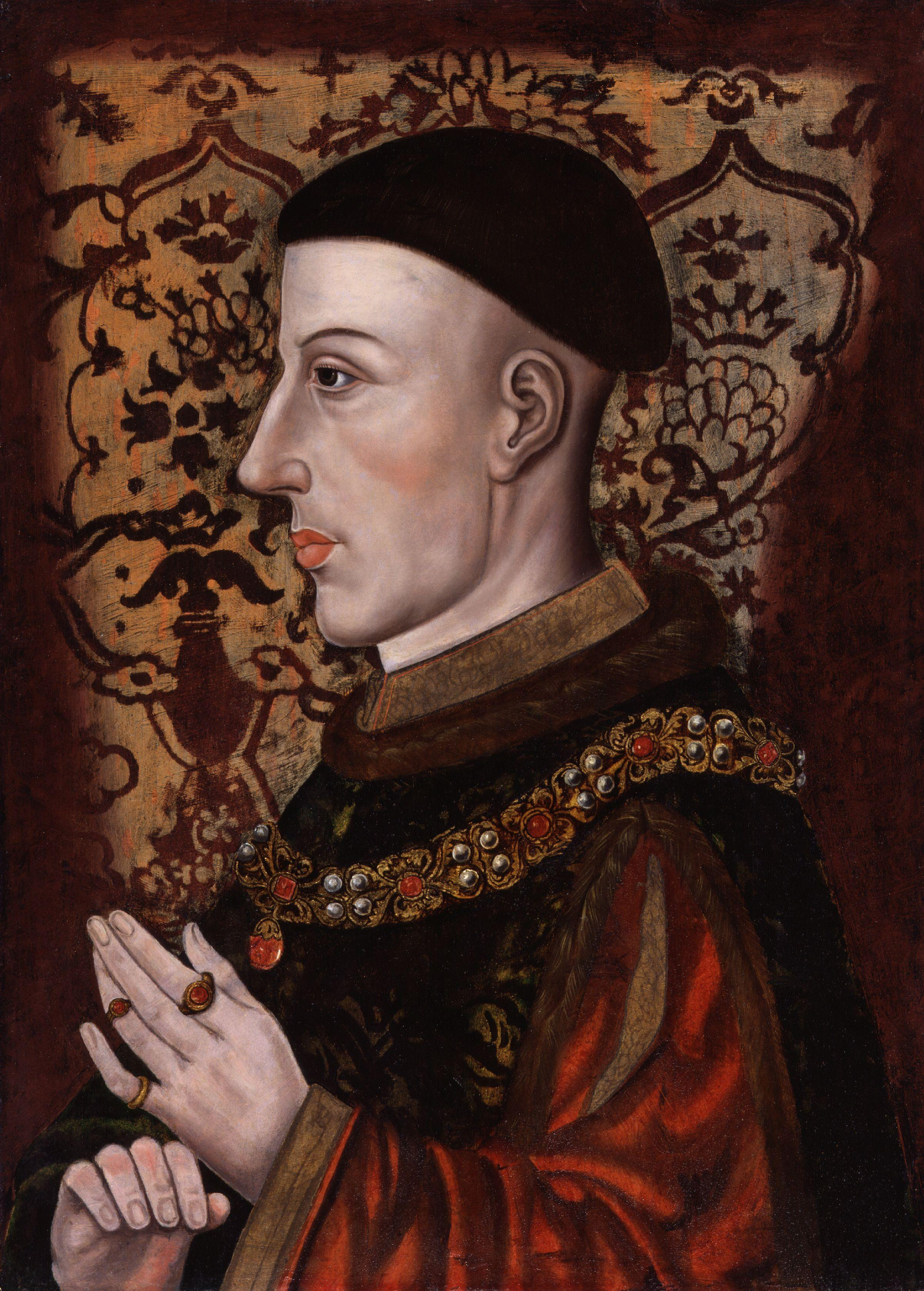
Heinrich V., König von England (1387–1422)
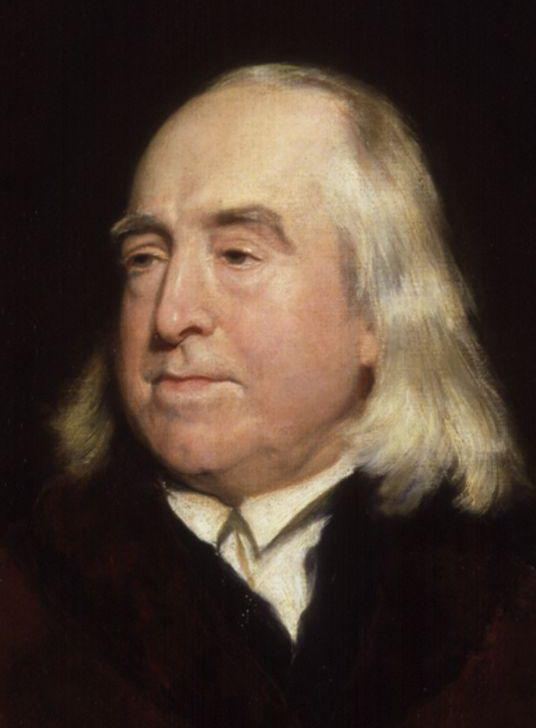
Jeremy Bentham, englischer Philosoph und Sozialreformer
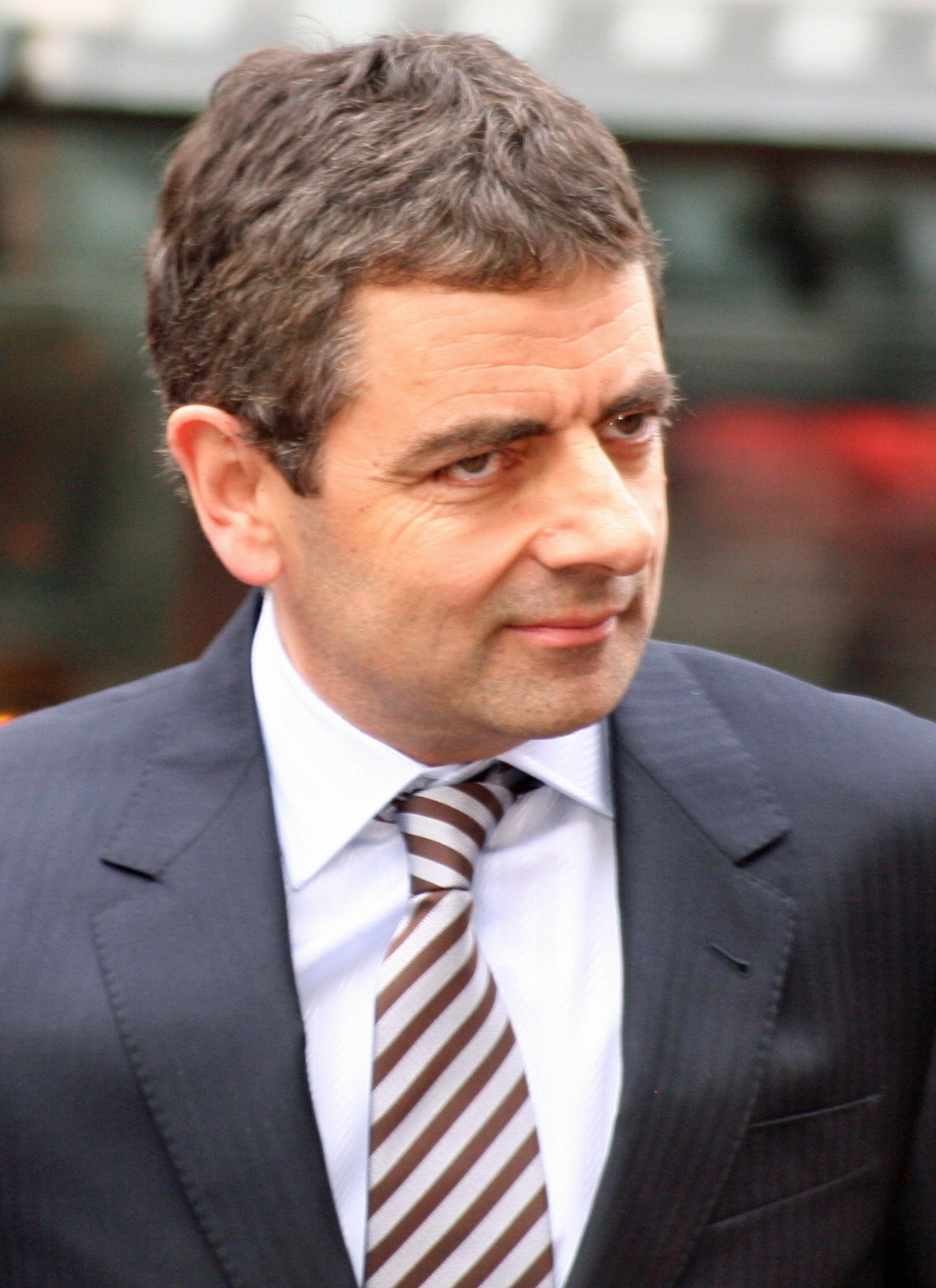
Rowan Atkinson, britischer Komiker und Schauspieler
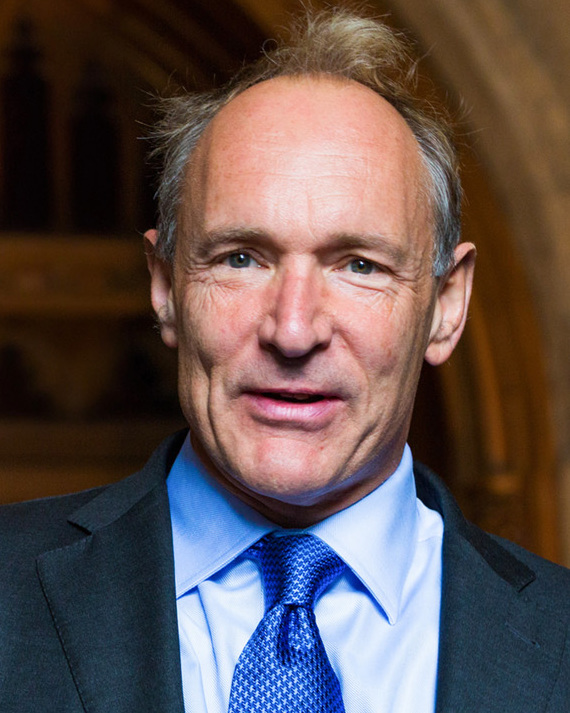
Tim Berners-Lee, britischer Informatiker, Erfinder des World Wide Web
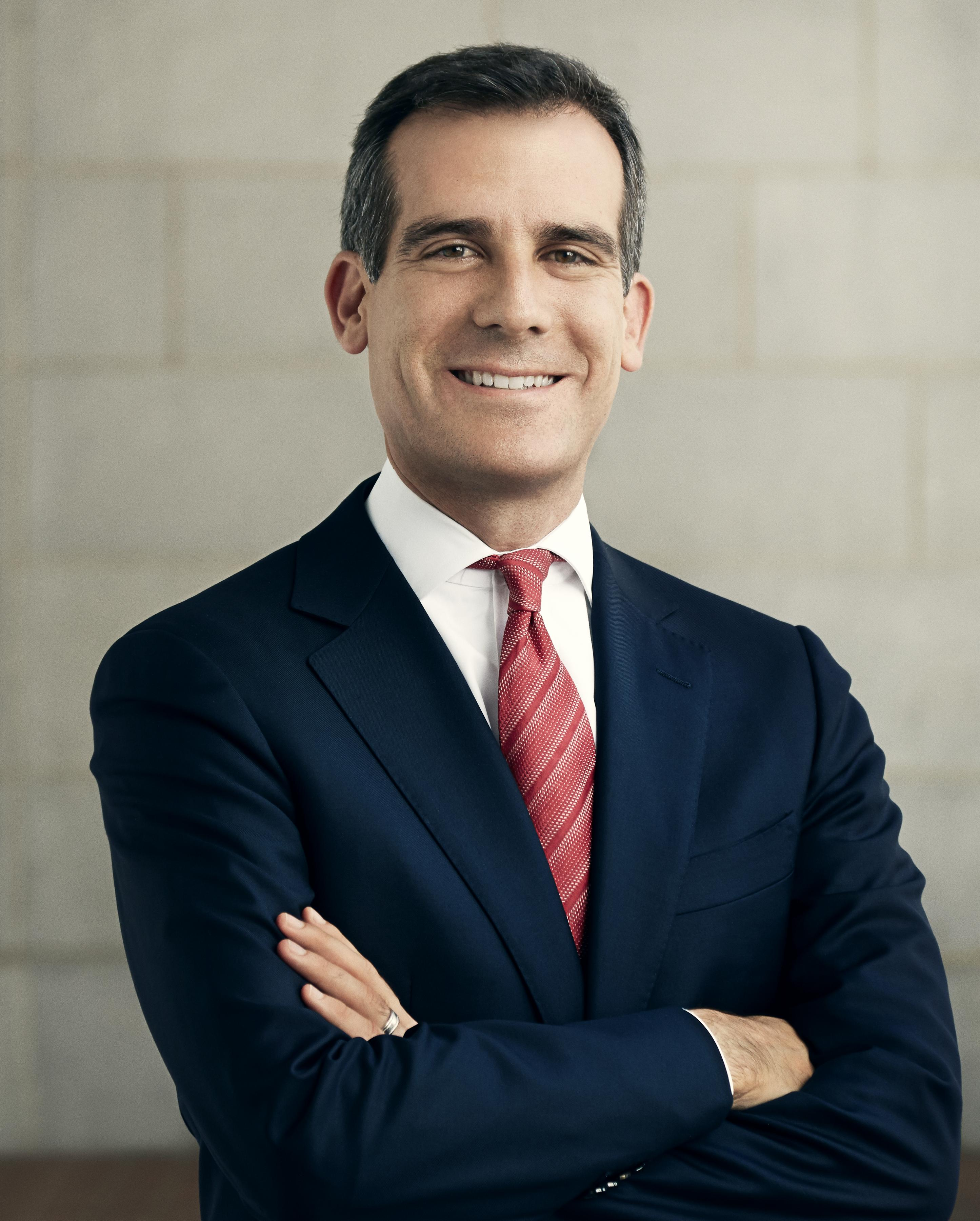
Eric Garcetti, Bürgermeister von Los Angeles (2013– )

– alphabetisch nach Nachnamen sortiert –
- Tony Abbott, 28. Premierminister Australiens
- Joseph Addison, Mitgründer des The Spectator
- Rowan Atkinson, Schauspieler und Comedian, bekannt als Blackadder und Mr. Bean
- Jeremy Bentham, englischer Jurist, Philosoph und Sozialreformer
- Tim Berners-Lee, Erfinder des World Wide Web und Direktor des World Wide Web Consortium
- Wilfred Bion, britischer Psychoanalytiker
- Cory Booker, US-Senator aus New Jersey
- Vere Gordon Childe, australischer Archäologe
- John M. Crewdson (* 1945), US-amerikanischer Journalist[5]
- Ernest Dowson, englischer Dichter and Schriftsteller
- Alfred Enoch, britischer Schauspieler
- Eric Garcetti, Bürgermeister von Los Angeles
- Edmund Halley, englischer Astronom
- Fred Halliday, irischer Akademiker (Mitglied der British Academy)
- John Hawkesworth, Produzent und Drehbuchautor
- King Henry V von England
- Edwin Powell Hubble, amerikanischer Astronom
- The Rt Hon. Ruth Kelly, ehemaliger Minister im britischen Regierungskabinett
- Kenneth Leighton, englischer Komponist des 20. Jahrhunderts
- Thomas Middleton, englischer Schriftsteller
- Brian Paddick, zweimaliger Wahlkandidat der Demokraten als Mayor of London
- Walter Horatio Pater, englischer Essayist
- Oliver Sacks, Neurologe und Publizist
- Leopold Stokowski, Dirigent
- John Wyclif, englischer Theologe
- Adam Zamoyski, Historiker und Buchautor